# Silvia Tortosa
Silvia Tortosa López, conocida artísticamente como Silvia Tortosa (Barcelona, 8 de marzo de 1947- Barcelona, 23 de marzo de 2024) fue una actriz, presentadora, cantante y directora española.

## Carrera
Estudió artes en la Escuela Massana e interpretación en el Instituto del Teatro de Barcelona. Debutó en el teatro a los quince años con el papel de Dorita en El mago de Oz y en el cine a los diecinueve años en la película El último sábado (1966), de Pedro Balañá. Pocos meses después aparecía por primera vez ante las cámaras de TVE, donde desarrollaría una prolífica carrera.
En su faceta de actriz participó en varias películas eminentemente comerciales. Destaca Pánico en el Transiberiano, audaz producción española con un reparto internacional encabezado por Christopher Lee, Peter Cushing y Telly Savalas. Otros títulos de su historial son Asignatura pendiente de José Luis Garci, Tobi de Antonio Mercero y La chica del Molino Rojo, último filme de género musical que protagonizó Marisol. En la década de los 80, la presencia de Silvia Tortosa en el cine empezó a decrecer, en favor del teatro y la televisión, si bien destaca su papel protagonista en La señora (1987) de Jordi Cadena.

### Teatro
Desarrolló también su carrera sobre los escenarios, con obras entre las que figuraron Los de la mesa 10 (1965), de Osvaldo Dragún, Demasiadas cosas prohibidas (1966), de Enrique Ortembach, ¿Tienes plan? (1967), de Víctor Ferantuña, Cara de plata (1967), de Ramón María del Valle-Inclán, Rambla Avall (1968), de José Castillo Escalona, El adefesio (1968), de Rafael Alberti, La playa vacía (1970), de Jaime Salom, El avaro (1970), de Molière, Tiempo de espadas (1972), de Jaime Salom,Las cítaras colgadas de los árboles (1974), de Antonio Gala, Los derechos de la mujer (1975) de Alfonso Paso, La herida luminosa, de Josep Maria de Sagarra y Mariposas negras (1994), de Jaime Salom. En 1976, formó con Rafael Navarro una compañía de teatro con la que estrenaron tres obras. En 1978, fue una de los miembros fundadores del grupo de teatro Cultura Viva junto a Carmen Bernardos, Andrés Mejuto, Fernando Cebrián y Antonio Jabalera, dirigido por Alberto González Vergel.

### Televisión
La popularidad de Silvia Tortosa se debió en gran medida a su prolongada actividad en televisión ya que se inició en este medio muy joven, a finales de la década de 1960. Fue una de las presentadoras del programa musical Aplauso y participó en series de éxito como Curro Jiménez, La huella del crimen, Hostal Royal Manzanares, Farmacia de guardia...
Entre sus últimos trabajos destacó su papel encarnando a Carmen Cervera en una miniserie emitida por Telecinco en 2011.
Desde 2011, presentó su propio programa de Televisión por internet, titulado En casa contigo, en el que daba consejos para el hogar, decoración, cocina, etc.

### Cantante y directora ocasional
A finales de los 70, hizo una incursión en el mundo discográfico con la grabación de dos temas, uno de ellos con letra de la propia Tortosa. 
En 1996, salió a la luz el álbum La Pulga: Silvia Tortosa - Una Historia de Cuplés Picantes.
En 1998, dirigió su primera película, un corto titulado Muñequitas lindas.

### Memorias
En 2007, publicó sus memorias, con el título Mi vida oculta.

## Filmografía

### Cine
- La tía de Carlos en mini-falda, de Augusto Fenollar e Ignacio F. Iquino 1966.
- El último sábado, de Pedro Balaña 1966
- El padre Coplillas, de Ramón Comas 1968.
- Pánico en el Transiberiano, de Eugenio Martín 1972.
- Pisito de solteras de Fernando Merino 1972
- La chica del Molino Rojo (1973), de Eugenio Martín.
- Las garras de Lorelei, de Amando de Ossorio 1974.[8]
- El chulo, de Pedro Lazaga 1974.
- Clímax, de Francisco Lara Polop 1977.
- Asignatura pendiente, de José Luis Garci 1977.
- Hasta que el matrimonio nos separe, de Pedro Lazaga 1977.
- Tobi, de Antonio Mercero 1978.
- Vota a Gundisalvo, de Pedro Lazaga 1978.
- Réquiem por un empleado, de Fernando Merino 1978.
- El huerto del francés, de Paul Naschy 1978.
- Playboy en paro, de Tomás Aznar 1984.
- La hoz y el Martínez, de Álvaro Sáenz de Heredia 1985.
- La señora, de Jordi Cadena 1987.
- La bahía esmeralda, de Jesús Franco 1988.
- Fratello dello spazio, de Mario Gariazzo 1988.
- Los mares del sur, de Manuel Esteban 1990.
- La hermana, de Juan José Porto 1997.
- Bomba de relojería, de Ramón Grau 1998.
- Muñequitas lindas, de Silvia Tortosa 1998.
- Llámame, de Juan Carlos García-Sampedro 2001.
- Presentimientos, de Santiago Tabernero 2013.

### Teatro
- Los de la mesa 10 (1965), de Osvaldo Dragún.
- Demasiadas cosas prohibidas (1966), de Enrique Ortembach.
- ¿Tienes plan? (1967), de Víctor Ferantuña.
- Cara de plata (1967), de Ramón María del Valle-Inclán.
- El adefesio (1968), de Rafael Alberti.
- Rambla Avall (1968), de José Castillo Escalona.
- La playa vacía (1970), de Jaime Salom.
- El avaro (1970), de Molière.
- Tiempo de espadas (1972), de Jaime Salom.
- Las cítaras colgadas de los árboles (1974), de Antonio Gala.
- Tirano Banderas (1974), de Valle-Inclán.
- Los derechos de la mujer (1975), de Alfonso Paso.
- Vamos a contar mentiras (1976), de Alfonso Paso.
- La balada de los tres inocentes (1976), de Pedro Mario Herrero.
- Mal año de lobos (1976), de Manuel Linares Rivas.
- ¿Que tal cariño? (1986), de Santiago Moncada.
- Cabaret (1992), de  Christopher Isherwood.
- Mariposas negras (1994), de Jaime Salom.
- Coraggio, mia signora (1994), de Jorge Márquez.
- Una mujer sin importancia (2000), de Oscar Wilde.

### Televisión
| - Arde Madrid (2018) - Supervivientes (2017) (Visitante) - Centro Médico (2016) - Ciega a citas (2014) - Los Guardianes del Temple (2011-) CYLTV - Tita Cervera, la baronesa (2011) - Como el perro y el gato (2007) - La Dársena de Poniente (2006) - Hospital Central - Suma de vectores (20 de octubre de 2004) - La isla de los famosos (2004) - Luna negra (2003) - Paraíso - El guardaespaldas (26 de julio de 2001) - Mujer, casos de la vida real - Desesperada (1 de enero de 2001) - Sota el signe de... - Cranc (1 de enero de 1999) - El súper (1997) - Éste es mi barrio - Un difunto para dos (1 de enero de 1997) - Qué rica la tía (1 de enero de 1997) - Pleitos tengas y los ganes (1 de enero de 1997) - Hostal Royal Manzanares (1996-1997) - Yo, una mujer (1996) - Todos a bordo (1995) - Estació d'enllaç - L'aniversari (14 de marzo de 1995) - Vecinos - 31 de enero de 1994 - Farmacia de guardia - Música mientras trabaja (28 de mayo de 1992) - La huella del crimen 2: El caso de Carmen Broto (1991) - La tarde - 13 de julio de 1987 (13 de julio de 1987) - Régimen abierto (1986) - Ahí te quiero ver - 31 de enero de 1985 - Historias para no dormir - Freddy (6 de septiembre de 1982) - Tot i més (1982-1983) - Teatro estudio - El burlador de Sevilla (25 de octubre de 1979) - Bel Ami (Novela) (1978) - Aplauso (1978-1981) - Curro Jiménez - El péndulo (12 de junio de 1977) - Con las horas contadas (29 de enero de 1978) - El teatro - Las luces y los gritos (14 de octubre de 1974) | - Ficciones - Habitación número 9 (3 de agosto de 1972) - El violín de Cremona (12 de enero de 1974) - Sólo carne (2 de marzo de 1974) - Aventuras y desventuras de Mateo - El amigo del hombre (9 de febrero de 1972) - Sop - La sanción (25 de septiembre de 1972) - Las doce caras de Eva - Leo (1 de diciembre de 1971) - Del dicho al hecho - Genio y figura hasta la sepultura (19 de marzo de 1971) - En boca cerrada no entran moscas (9 de junio de 1971) - Páginas sueltas - La noria de los sueños (27 de octubre de 1970) - Estudio 1 - La mala ley (26 de noviembre de 1968) - La casa (18 de junio de 1970) - La Santa Hermandad (16 de julio de 1970) - El rayo (4 de agosto de 1972) - Al César lo que es del César (26 de octubre de 1973) - Los japoneses no esperan (13 de noviembre de 1981) - Hora once - El largo adiós (25 de noviembre de 1968) - Un estudio en verde (11 de diciembre de 1971) - Teatro de siempre - Pingpong (14 de noviembre de 1968) - Novela - La tempestad en el vaso (21 de octubre de 1968) - Clemencia (30 de agosto de 1971) - El escándalo (25 de octubre de 1971) - Los Nickleby (10 de abril de 1972) - Almas gemelas (19 de junio de 1972) - Martín Rivas (13 de noviembre de 1972) - El Chuan (31 de marzo de 1974) - Oblomov (20 de mayo de 1974) - La hija del mar (9 de febrero de 1976) - Tigre Juan (14 de febrero de 1977) - Marta y María (1 de mayo de 1978) - Grandes esperanzas (3 de julio de 1978) - Bel-Ami (18 de septiembre de 1978) - Autores invitados - Un día (16 de febrero de 1966) - Telecomedia de humor - El Licenciado (1 de enero de 1966) - A la vejez viruelas (3 de marzo de 1968) |

## Vida personal
Su primer marido fue el director teatral Hermann Bonnin, cuando la actriz tenía 19 años y con quien estuvo casada durante solo un año y medio. El ingeniero aeronáutico americano Charles Davis fue su segundo marido, con el que se casó en 1985. El matrimonio duró unos meses por la muerte del ingeniero. En 1987 contrajo matrimonio con Dave Harper, divorciándose en 2003. 
Se casó con Carlos Cánovas en 2011, del que se separó discretamente en 2023 aunque nunca llegó a separarse legalmente. Habitual de las revistas del corazón, fue en la Revista Lecturas donde explicó, en 2019, que le habían detectado un cancer de mama. Tras su muerte en 2024, la revelación de su herencia dio como heredera universal a Ana Congost,
Sumida en una profunda depresión desde el 2023, fue ingresada en una clínica para intentar recuperar pero murió debido a una metástasis del cáncer que padeció años atrás, que volvió a reproducirse.